# عاموس هوكشتاين
أموس هوكشتاين (بالعبرية: עמוס הוכשטיין) (مواليد 4 يناير 1973 في إسرائيل) هو رجل أعمال ودبلوماسي إسرائيلي أمريكي، وقد كان سابقًا من ممارسي الضغط. يشغل حاليًا منصب نائب مساعد الرئيس وكبير مستشاري الطاقة والاستثمار في عهد الرئيس الأمريكي جو بايدن. كما عمل في الكونجرس الأمريكي، وأدلى بشهادته أمام لجان الكونجرس، وعمل في إدارة باراك أوباما في عهد وزيري الخارجية كلينتون وكيري. تم تعيينه نائبًا لمساعد وزير الخارجية في عام 2011 ومبعوثًا خاصًا ومنسقًا لشؤون الطاقة الدولية في عام 2013. وفي عام 2015، وقد رشحه الرئيس باراك أوباما ليكون مساعد وزير الخارجية لشؤون موارد الطاقة، لكن مجلس الشيوخ لم يتخذ قرارًا بشأن الترشيح.
أثناء وجوده في وزارة الخارجية، عمل هوشستاين كمستشار مقرب لنائب الرئاسة آنذاك جو بايدن، وخدم في الإدارة بالفترة من (2011 - 2017).
في 10 أغسطس 2021، أعلن وزير الخارجية الأمريكي أنتوني بلينكن أنه سيعين هوكشتاين في منصب كبير المستشارين لأمن الطاقة، وعُيّن لاحقًا منسقًا رئاسيًا خاصًا للبنية التحتيّة العالميّة وأمن الطاقة. وهو حاليًا يقود أيضًا شراكة بايدن للبنية التحتية العالمية والاستثمار.

## حياته
ولد هوكشتاين في إسرائيل، في عائلة يهودية أمريكية مهاجرة إلى الولايات المتحدة. خدم أموس في جيش الإحتلال الإسرائيلي في الاعوام 1992 - 1995، في سلاح المدرعات كأحد أفراد طاقم دبابة قبل انتقاله إلى واشنطن، لكنه لم يعد مواطنًا مزدوجًا. كان مستشارًا للسياسة الخارجية لأعضاء الحزب الديمقراطي في لجنة الشؤون الخارجية بمجلس النواب التابع للحكومة الأمريكية من عام 1994 إلى يناير 2001.